# Sommer-Paralympics 2012/Teilnehmer (Zypern)
| stlisierte Goldmedaille | stlisierte Silbermedaille | stlisierte Bronzemedaille |
| ----------------------- | ------------------------- | ------------------------- |
| —                       | 1                         | —                         |

Zypern entsandte zu den Paralympischen Sommerspielen 2012 in London drei Sportler – zwei Männer und eine Frau.

## Teilnehmer nach Sportart

### Leichtathletik
Männer:
- Antonis Aresti

### Schießen
Männer:
- Evripides Georgiou

### Schwimmen
Frauen:
- Karolina Pelendritou